# Fritz Böhm (Volkskundler)
Friedrich Wilhelm Victor „Fritz“ Böhm (* 2. September 1880 in Berlin; † 20. November 1943 ebenda) war ein deutscher Volkskundler und Gymnasiallehrer.

## Leben
Fritz Böhm, der Sohn des Historikers und Gymnasiallehrers Willy Böhm (1846–1882) und der Pauline geb. Reinhardt, besuchte das Sophien-Gymnasium in Berlin und studierte nach der Reifeprüfung (24. September 1899) Klassische Philologie an der Berliner Universität. Nachdem er am 8. Dezember 1904 das Rigorosum bei Hermann Diels und Johannes Vahlen bestanden hatte, wurde er am 4. März 1905 mit einer Dissertation über die Symbola der Pythagoreer zum Dr. phil. promoviert; die Studie widmete er dem Andenken Erwin Rohdes. Am 21. November 1905 legte Böhm die Lehramtsprüfung in den Fächern Latein und Griechisch ab; am 19. Februar 1906 folgte eine Ergänzungsprüfung im Fach Geschichte.
Vom 1. April 1906 bis zum 31. März 1907 absolvierte Böhm das Seminarjahr am Berliner Pädagogischen Seminar und am Askanischen Gymnasium. Zum 1. April 1907 trat er das Probejahr am Friedrich-Wilhelms-Gymnasium an, an dem er zum 1. April 1908 als Oberlehrer angestellt wurde. Während des Ersten Weltkriegs erhielt er am 4. Februar 1918 das Verdienstkreuz für Kriegshilfe. Am 1. Oktober 1931 ging Böhm an das Prinz-Heinrichs-Gymnasium in Berlin-Schöneberg und wechselte nach einem halben Jahr zum 1. April 1932 an das Progymnasium. 1937 wurde er Mitglied der NSDAP. Zum 1. April 1940 kehrte er an das Prinz-Heinrichs-Gymnasium zurück, wo er bis zu seinem Tod unterrichtete.
Neben dem Schuldienst widmete sich Böhm wissenschaftlichen Studien. Sein Forschungsschwerpunkt war die antike Religion sowie die deutsche Volkskunde. Er verfasste zahlreiche Monografien und Aufsätze sowie Artikel für Paulys Realenzyklopädie der klassischen Altertumswissenschaft (RE). Er war in den 20er Jahren zweiter Vorsitzender des Berliner Vereins für Volkskunde, ab 1928 Leiter der Berliner Zentralstelle des Atlas der deutschen Volkskunde und Herausgeber der Zeitschrift für Volkskunde bis Band 46 (1936/1937).
Sein Bruder war der Mediziner und Politiker der DVP Willy Boehm.

## Schriften
- De symbolis Pythagoreis. Berlin 1905 (Dissertation)
- Die Schrift des Giglio Gregorio Giraldi über die Symbole des Pythagoras. Berlin 1913 (Schulprogramm)
- Auswahl aus den Humanisten zur deutschen Volkskunde. Leipzig 1925
- Altgriechische und altrömische Religion. Leipzig 1927
- Volkskunde. Dem Atlas der deutschen Volkskunde zum Geleit. Berlin 1931
- Gratulationsbräuche. In: Volkskundliche Gaben. John Meier zum siebzigsten Geburtstage dargebracht, Berlin: de Gruyter 1934, S. 25–33.
- Geburtstag und Namenstag im deutschen Volksbrauch. Berlin 1938
- mit Hedwig Lüdeke: Die neugriechische Totenklage. Berlin 1947